# Ehrharta stipoides
Espèce
Statut de conservation UICN

 LC  : Préoccupation mineure
Synonymes
- Microlaena stipoides (Labill.) R.Br.

Ehrharta stipoides (synonyme Microlaena stipoides) est une espèce de plantes monocotylédones de la famille des Poaceae, sous-famille des Oryzoideae, originaire d'Australasie et d'Asie du Sud-Est.
Cette espèce, relativement proche parente du riz cultivé et des autres céréales domestiquées (blé, maïs), dont les grains relativement riches en protéines (jusqu'à 22 %) ont une taille sensiblement égale à celle des grains de riz, est une candidate potentielle pour l'obtention de céréales vivaces, dans l'optique d'une culture à double fin : plante fourragère et céréale à grains. Des études sont menées à ce sujet en Australie.

## Description

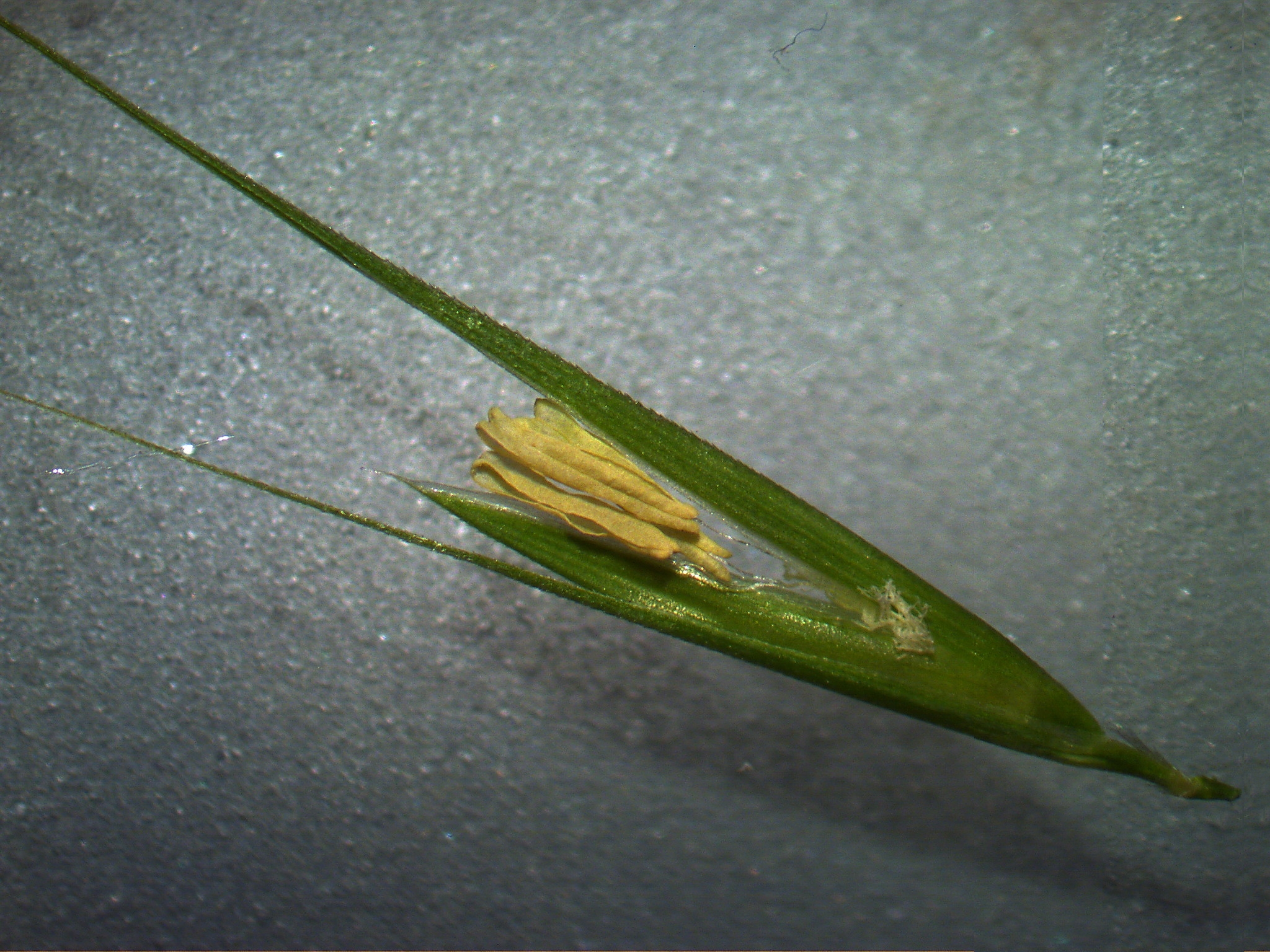
Épillet.

Ehrharta stipoides est une plante herbacée vivace à rhizomes courts, aux tiges (chaumes) géniculées ascendantes ou décombantes, de 30 à 75 cm de long, s'enracinant au niveau des nœuds inférieurs. Elle présente des cataphylles évidents.
Les feuilles, aux limbes de 2,5 à 25 cm de long sur 1 à 5 mm de large, présentent une ligule ciliolée.
L'inflorescence est une panicule ouverte, linéaire, de 7 à 17 cm de long, composée de racèmes.
Les épillets solitaires, comprimés latéralement, de 8 à 14 mm de long, sont pédicellés et comprennent deux fleurons stériles à la base et un fleuron fertile.
Les glumes sont absentes ou très réduites.
les épillets se désarticulent à maturité sous chaque fleuron fertile.
les fleurons comptent 2 lodicules ovales, membraneux et 4 anthères de 3 à 4 mm de long.
Le fruit est un caryopse linéaire, au péricarpe adhérent.
La plante présente des cléistogènes (fleurons cléistogames, permettant une reproduction par autopollinisation).

## Distribution et habitat
L'aire de répartition originelle d' Ehrharta stipoides comprend l'Australie, y compris les îles Lord Howe et Norkolk, la Nouvelle-Zélande, y compris les îles Stewart, Chatham et Kermadec, la Papouasie-Nouvelle-Guinée, l'Indonésie et les Philippines.
L'espèce a été introduite à Hawaï et à l'île de la Réunion, territoire dans lesquels elle est considérée comme envahissante
Elle est également naturalisée au Chili, en Afrique du Sud et serait présente dans le Royaume-Uni.
Ehrharta stipoides préfère les sols secs, légers, bien drainés,et tolère des périodes de sécheresse. Elle peut tolérer l'exposition au soleil, mais est plus tolérante à une ombre légère que beaucoup d'autres graminées des pâturages. On la trouve couramment dans des sites très riches en éléments nutritifs, par exemple en lisière des  parcs à moutons, mais à l'inverse, elle a une faible tolérance à la fertilité du sol et exploite les sols perturbés. On peut la trouver jusqu'à des altitudes supérieures à 2000 m.
La plante reste verte même en période de sécheresse, et est raisonnablement tolérante au gel et à l'ombre.
C'est une espèce très adaptable à certaines variations de l'habitat, qualité probablement liée à l'existence de variantes génétiques intraspécifiques.

## Liste des sous-espèces
Selon World Checklist of Selected Plant Families (WCSP) (17 avril 2017) :
- sous-espèce Ehrharta stipoides subsp. breviseta (Vickery) L.P.M.Willemse (1982)
- sous-espèce Ehrharta stipoides subsp. stipoides